# Johannes Steck
Johannes Steck (* 15. März 1966 in Würzburg) ist ein deutscher Schauspieler, Hörbuch- und Hörspielsprecher, -produzent und Synchronsprecher.

## Leben
Steck machte zunächst eine Ausbildung zum Theatermaler, besuchte danach die Schauspielschule Krauss in Wien und arbeitete nach seinem Abschluss zwei Jahre an Wiener Theatern. Kurz nach dem Mauerfall ging er an das Schauspielhaus Chemnitz. Darauf folgten die Stationen Stadttheater Würzburg und Staatstheater Darmstadt sowie einige Gastengagements.
Steck arbeitet selbständig als Sprecher unter anderem für Werbetexte und Trailer. Er produzierte 1998 für den BR das Piratenhörspiel Long John Silver, nach der Vorlage von Robert Louis Stevensons Roman Die Schatzinsel und sprach selbst die Rolle des jungen Long John Silver. Nach Episodenrollen in verschiedenen Fernsehproduktionen war Steck von Januar 2002 (Folge 125) bis Februar 2006 (Folge 297) nach Joachim Kretzer und Holger Daemgen der dritte Darsteller der Hauptrolle des Dr. Achim Kreutzer in der ARD-Serie In aller Freundschaft.
In seinem Tonstudio im Schloss Seefeld spricht und produziert er Hörbücher und Hörspiele. 2014 übernahm er die Rolle des Erzählers im Kaltenberger Ritterturnier.
Seit einigen Jahren ist Steck vorwiegend mit dem Einlesen von Hörbüchern beschäftigt, bekannt ist er für seine Einlesungen zu sämtlichen Werken von Simon Beckett, Edgar Wallace und Martin Walker.
Steck ist verheiratet und hat sechs Kinder. Neben seiner Muttersprache Deutsch spricht er auch fließend Englisch und Französisch.

## Filmografie
- 1998: Entscheidungen – Auch Menschen sind Tiere
- 1999: Der geheime Zeuge
- 1999: Balko (Fernsehserie, 1 Folge)
- 1999: Der Clown (Fernsehserie, 1 Folge)
- 2000: Kill Me Softly – Frauenmord in Frankfurt
- 2001: Die Wache (Fernsehserie, 1 Folge)
- 2001–2012: SOKO München (Fernsehserie, 3 Folgen, verschiedene Rollen)
- 2002: Forsthaus Falkenau (Fernsehserie, 1 Folge)
- 2002–2006, 2007: In aller Freundschaft (Fernsehserie, 143 Folgen)
- 2003: Schloss Einstein (Fernsehserie, 2 Folgen)
- 2006: Rote Rosen (Fernsehserie, 10 Folgen)
- 2006: SOKO Leipzig (Fernsehserie, 1 Folge)
- 2007: Paulas Sommer (13-teilige Miniserie)
- 2007: Ein Fall für Nadja (Fernsehserie, 1 Folge)
- 2008–2011: Die Anrheiner (Fernsehserie)
- 2008–2015: Die Rosenheim-Cops (Fernsehserie, 2 Folgen, verschiedene Rollen)
- 2015–2024: Aktenzeichen XY … ungelöst (Fernsehreihe, 3 Folgen)

## Hörbücher (Auswahl)
- 2005: Die stumme Bruderschaft von Julia Navarro, Audiobuch Freiburg i. Br., 6 CDs 405 Min., ISBN 978-3-89964-135-6.
- 2006: Die Chemie des Todes von Simon Beckett, Audiobuch Freiburg i. Br., gekürzt, 6 CDs 449 Min., ISBN 978-3-89964-196-7, (DE: Platin (Hörbuch-Award))[12]
- 2007: Geschichten zur Weihnachtszeit von Selma Lagerlöf, gekürzte Lesung, LangenMüller Hörbuch, 52 Min., EAN 4056198023556.
- 2008: Credo – Das letzte Geheimnis von Douglas Preston, Lübbe Audio Bergisch Gladbach, bearbeitete Fassung, 6 CDs 426 Min., ISBN 978-3-7857-3573-2.
- 2009: Weil ich dich liebe von Guillaume Musso, Steinbach sprechende Bücher Schwäbisch Hall, 5 CDs 298 Min., ISBN 978-3-88698-519-7.
- 2009: Allein in der Wildnis von Gary Paulsen, 237 Min., ISBN 978-3-86742-051-8.
- 2010: Drachenkaiser von Markus Heitz, OSTERWOLDaudio, 6 CDs 414 Min., ISBN 978-3-86952-027-8.
- 2011: Sturz der Titanen von Ken Follett, Lübbe Audio Köln, 12 CDs 930 Min., ISBN 978-3-7857-4400-0. (DE: Gold (Hörbuch-Award))
- 2011: Boston Run – Der Marathon-Thriller von Frank Lauenroth, Sportwelt Verlag Betzenstein, 5 CDs 345 Min., ISBN 978-3-941297-09-8.
- 2011: Deine Juliet – Club der Guernseyer Freunde von Dichtung und Kartoffelschalenauflauf von Mary Ann Shaffer, als Dawsey Adams, Argon Verlag Berlin, 6 CD 449 Min., ISBN 978-3-8398-1095-8.
- 2011: Die Zwerge-Saga von Markus Heitz, Hörbuch Hamburg, ISBN 978-3-89903-323-6.
- 2011: Kurs auf Spaniens Küste von Patrick O’Brian, Kuebler Hörbuch, ISBN 978-3-86346-021-1.
- 2011: Das Geheimnis des weißen Bandes von Anthony Horowitz, Jumbo Neue Medien & Verlag, ISBN 978-3-8337-2868-6.
- 2011: Packeis von Clive Cussler mit Paul Kemprecos, AME hören, 6 CDs 516 Min., ISBN 978-3-938046-78-4.
- 2012: Der Wolkenatlas von David Mitchell, Kuebler Hörbuch, ISBN 3-86346-065-0.
- 2012: Schwarzer Schmetterling von Bernard Minier, Argon Verlag, ISBN 978-3-8398-1146-7.
- 2012: Feindliche Segel von Patrick O’Brian, Kuebler Hörbuch, ISBN 978-3-86346-022-8.
- 2012: Duell vor Sumatra von Patrick O’Brian, Kuebler Hörbuch, ISBN 978-3-86346-023-5.
- 2012: Geheimauftrag Mauritius von Patrick O’Brian, Kuebler Hörbuch, ISBN 978-3-86346-044-0.
- 2013: Die Herrschaft der Orks von Michael Peinkofer, Hörbuch Hamburg, ISBN 978-3-86952-153-4.
- 2013: Bis du stirbst von Michael Robotham, Der Hörverlag, ungekürzt 522 min., ISBN 978-3-8445-1017-1.
- 2013: Die Burg der Könige von Oliver Pötzsch, Hörbuch Hamburg, ISBN 978-3-89903-876-7.
- 2013: Wolfsblut von Jack London, Jumbo Neue Medien & Verlag, ISBN 978-3-8337-3166-2.
- 2013: Verwesung von Simon Beckett, Verlag: Argon Verlag GmbH, 2011 by Rowohlt Verlag GmbH. (DE: ×3Dreifachgold (Hörbuch-Award) )
- 2013: Leichenblässe von Simon Beckett, Argon Verlag (DE: ×2Doppelplatin (Hörbuch-Award) )
- 2014: Der Hof von Simon Beckett, Argon Verlag, 439 Min., ISBN 978-3-8398-1301-0.
- 2014: Die Henkerstochter und der Teufel von Bamberg von Oliver Pötzsch, Hörbuch Hamburg, ISBN 978-3-89903-890-3.
- 2014: Das größere Wunder von Thomas Glavinic, Jumbo Neue Medien & Verlag, ISBN 978-3-8337-3293-5.
- 2014: Der Ruf der Wildnis von Jack London, Jumbo Neue Medien & Verlag, ISBN 978-3-8337-3194-5.
- 2014: Ritter Kuno Kettenstrumpf von Oliver Pötzsch, Silberfisch Verlag, ISBN 978-3-86742-263-5.
- 2016: Kalte Asche (David Hunter Band 2) von Simon Beckett, Argon Verlag, ungekürzt, 645 Min., ISBN 978-3-8398-9136-0. (zuvor als gekürzte Fassungen erhältlich) (DE: ×2Doppelplatin (Hörbuch-Award) )
- 2016: Totenfang (David Hunter Band 5) von Simon Beckett, Argon Verlag, 947 Min., ISBN 978-3-8398-1535-9. (DE: ×2Doppelplatin (Hörbuch-Award) )
- 2017: Fünf Fälle für Erast Fandorin (Fandorin, Türkisches Gambit, Mord auf der Leviathan, Russisches Poker, Der Tote im Salonwagen) von Boris Akunin, Audiobuch, 5 CDs, 2311 Min., ISBN 978-3-95862-008-7.
- 2018: Affiliate Marketing: Grundlagen, Methoden und Expertentipps für das eigene Einkommen im Internet von Jan Schust, 237 Min, ISBN 978-3-00-059277-5.
- 2018: Der lächelnde Odd und die Reise nach Asgard von Neil Gaiman, Silberfisch, 111 Min., ISBN 978-3-8449-1803-8.
- 2019: Die ewigen Toten (David Hunter Band 6) von Simon Beckett, Argon Verlag, 780 Min., ISBN 978-3-8398-1667-7. (DE: Platin (Hörbuch-Award))
- 2021: Familienkatastrophen und andere Freuden von Ephraim Kishon, USM Audio, 79 Min., ISBN 978-3-8032-9251-3.
- 2021: Die Verlorenen von Simon Beckett, Argon Verlag, ISBN 978-3-8052-0052-3. (DE: Platin (Hörbuch-Award))
- 2022: Da wo sonst das Gehirn ist von Sebastian Stuertz, der Hörverlag, ISBN 978-3-8445-4652-1 (Hörbuch-Download, mit Leonie Landa)
- 2023: Auf der Suche nach dem Für-immer-Farn von Abi Elphinstone, Hörbuch Hamburg, 375 Min., ISBN 978-3-7456-0403-0 (Die vier verborgenen Reiche 2)
- 2023: Nur für dein Leben von Harlan Coben, der Hörverlag, 11 Stunden & 32 Minuten, ISBN 978-3-8445-4972-0 (Hörbuch-Download, gemeinsam mit Tim Schwarzmaier)
- 2023: Der Untergang von Númenor von J.R.R. Tolkien (gemeinsam mit Gert Heidenreich & Timmo Niesner), der Hörverlag & Audible, 11 Stunden & 57 Minuten, ISBN 978-3-8445-4934-8
- 2024: Mord & Fromage von Ian Moore, Argon Verlag & BookBeat, 10 Stunden & 19 Minuten, ISBN 978-3-7324-0953-2 (Ein Brite in Frankreich 2)
- 2025: The Fury of Kings von R.S. Moule, der Audio Verlag, ISBN 978-3-7424-3259-9 (20 Stunden und 19 Minuten)
- 2025: Den Bach rauf. Eine Kursbestimmung von Robert Habeck, Argon Verlag, ISBN 978-3-7324-7866-8 (3 Stunden und 24 Minuten)

## Hörspiele (Auswahl)
- seit 2009: Die drei ??? Kids (ab Folge 1, als Erzähler)
- 2021: Die Schule der magischen Tiere, Folge 1 (als Erzähler)

## Synchronisation (Auswahl)

### Filme
- 2005: als Smelt in Robots

### Serien
- 2011–2019: George Georgiou als Razdal mo Eraz in Game of Thrones (Staffel 3)
- 2012: Terry Czerlau als Bones' Mann in Die Firma (Staffel 1, Folge 3)
- seit 2013: Andrew Dice Clay als Abraham Maltz in The Blacklist
- 2015–2018: Michael Reilly Burke als Frank Irvin in Code Black

### Computerspiele
- 2000: Vampire: Die Maskerade – Redemption
- 2000: Wettlauf ins All als Kalle
- 2001: Gothic als Dusty, Guy, Jesse u. a.
- 2002: Gothic II als Cavalorn, Lord Andre, Maleth u. a.
- 2004: Spellforce: The Breath of Winter als Runenkrieger
- 2010: Heavy Rain als Ethan Mars
- 2010: StarCraft II
- 2013: Divinity: Dragon Commander

## Auszeichnungen
- 2012: Hörkules als beliebtester Sprecher des Jahres
- 2011: Hörbuchbestenliste auf Platz 1 für das Hörbuch Katzentisch von Michael Ondaatje
- 2008: Hörbuchbestenliste auf Platz 1 für das Hörbuch Massel und Schlamassel von Isaac B. Singer
- 2008: Nominiert für den Preis der deutschen Schallplattenkritik für Massel und Schlamassel von Isaac B. Singer
- 2002: Brisant Brillant in der Kategorie ARD-Serienstar für seine Darstellung als Dr. Achim Kreutzer in In aller Freundschaft
- 2002: Osgar, Medienpreis der Bild-Zeitung für In aller Freundschaft
- 1996: Bayerischer Theaterpreis für Frank und Stein